# Heteracris glabra
Heteracris glabra är en insektsart som först beskrevs av Boris Petrovich Uvarov 1938.  Heteracris glabra ingår i släktet Heteracris och familjen gräshoppor. Inga underarter finns listade i Catalogue of Life.